# Brian Naylor
John Brian Naylor (24 de março de 1923 – 8 de agosto de 1989) foi um automobilista britânico nascido na Inglaterra que participou de oito Grandes Prêmios de Fórmula 1 entre 1957 até 1961.

## Fórmula 1[1]
(Legenda)
| Ano  | Equipe    | Chassis     | Motor            | 1   | 2        | 3   | 4   | 5         | 6         | 7         | 8         | 9         | 10        | 11  | Pontos | Posição  |
| ---- | --------- | ----------- | ---------------- | --- | -------- | --- | --- | --------- | --------- | --------- | --------- | --------- | --------- | --- | ------ | -------- |
| 1957 | JB Naylor | Cooper T431 | Climax L4        | ARG | MON      | 500 | FRA | GBR       | GER 13º D | HOL       | ITA       |           |           |     | 0      | NC       |
| 1958 | JB Naylor | Cooper T451 | Climax L4        | ARG | MON      | NED | 500 | BEL       | FRA       | GBR       | GER Ret D | POR       | ITA       | MOR | 0      | NC       |
| 1959 | JB Naylor | JBW 59      | Maserati 250S L4 | MON | 500      | HOL | FRA | GBR Ret D | GER       | POR       | ITA       | USA       |           |     | 0      | NC       |
| 1960 | JB Naylor | JBW 59      | Maserati 250S L4 | ARG | MON NQ D | 500 | NED | BEL       | FRA       | GBR 13º D | POR       | ITA Ret D | USA Ret D |     | 0      | NC (53º) |
| 1961 | JBW Cars  | JBW 61      | Climax FPF L4    | MON | HOL      | BEL | FRA | GBR       | GER       | ITA Ret D | USA       |           |           |     | 0      | NC       |

↑1  Carro de Fórmula 2

### 24 Horas de Le Mans[2]
| Ano  | Equipe          | Nº | Co-Pilotos       | Chassi                | Pneus | Classe | Voltas | Posição | Posição Na Categoria |
| Ano  | Equipe          | Nº | Co-Pilotos       | Motor                 | Pneus | Classe | Voltas | Posição | Posição Na Categoria |
| ---- | --------------- | -- | ---------------- | --------------------- | ----- | ------ | ------ | ------- | -------------------- |
| 1958 | Bruce Halford   | 10 | Bruce Halford    | Lister LM             | D     | S 3000 | 241    | 15º     | 5º                   |
| 1958 | Bruce Halford   | 10 | Bruce Halford    | Jaguar 3.0L I6        | D     | S 3000 | 241    | 15º     | 5º                   |
| 1959 | A. G. Whitehead | 7  | Graham Whitehead | Aston Martin DBR1/300 | D     | S 3.0  | 267    | Ret     | Ret                  |
| 1959 | A. G. Whitehead | 7  | Graham Whitehead | Aston Martin 3.0L I6  | D     | S 3.0  | 267    | Ret     | Ret                  |